# Луна 44
„Луна-44“ (на английски език - Moon 44) е германски англо-езичен, научнофантастичен филм, на режисьора Роланд Емерих.
В ролите участват: Майкъл Паре, Лиза Айкхорн, Малкълм МакДауъл, Дийн Девлин, Брайън Томпсън, Стивън Джефрис, Роско Ли Браун, Мехмед Йилмаз, Леон Рипи.

## Сюжет
Галактическа минно-добивна корпорация получава информация, че техни роботи се отвличат от Луна 44 и изпращат на станцията детектив Стоун (Майкъл Паре) за разследване. Стоун е принуден да действа под прикритие. Той обаче не знае, че командира на станцията е инструктиран, в случай на нападение над станцията, да жертва персонала, но да спаси роботите...

## Интересни факти
Един от актьорите във филма – Дийн Девлин, след този филм става сценарист. Започва да работи в тясно сътрудничество с Емерих, като създава сценариите за филмите на Емерих: Годзила (1998), Старгейт, Денят на независимостта, След утрешният ден, Патриотът и др.